# Galidesivir
Galidesivir (synonym Immucillin-A, Entwicklungscode BCX4430) ist ein experimentelles Virostatikum aus der Gruppe der Adenosin-Analoga.

## Entwicklung
Galidesivir wurde ursprünglich als Arzneistoff gegen das Hepatitis-C-Virus, später jedoch gegen Filoviren wie das Ebolavirus oder das Marburg-Virus, von BioCryst Pharmaceuticals mit finanzieller Unterstützung des NIAID entwickelt. Weiterhin ist es wirksam gegen verschiedene RNA-Viren, z. B. Bunyaviren, Arenaviren, Paramyxoviren, Coronaviren und Flaviviren. In Tierversuchen mit Primaten schützte BCX4430 vor einer Infektion mit dem Ebolavirus bei Gaben bis zu 48 Stunden nach Infektion.
Im Zuge der Ebolafieber-Epidemie 2014 wurde für BCX4430 in den USA ein beschleunigtes Zulassungsverfahren eingeleitet. Der Ausschuss für Humanarzneimittel der europäischen Arzneimittelagentur, der verschiedene Kandidaten zur Ebolabehandlung prüfte, hatte für BCX4430 aufgrund der unzureichenden Datenlage keine Beurteilung abgeben können.

## Eigenschaften
BCX4430 hemmt die RNA-Polymerase. Die wasserlösliche Substanz ist chiral und wird als reines Stereoisomer gewonnen.